# Enakale
Enakale – władca sumeryjskiego miasta-państwa Umma, panujący w 2 połowie XXV w. p.n.e. Ojciec Ur-Lummy, współczesny Eanatumowi z miasta-państwa Lagasz. Wspomniany jest w inskrypcji Entemeny, bratanka Eanatuma, opisującej historię konfliktow pomiędzy miastami-państwami Umma i Lagasz.